# William Twala
William Twala (sinh ngày 21 tháng 2 năm 1990) là một cầu thủ bóng đá người Nam Phi thi đấu ở vị trí tiền vệ cho Kaizer Chiefs ở Premier Soccer League.